# Paraklet
Paraklet (griech. παράκλητος paráklētos, lat. paracletus) ist ein mehrfach im Johannes-Evangelium verwendeter Begriff, der in der christlichen Theologie gewöhnlich mit dem Heiligen Geist identifiziert wird.

## Begriffsgeschichte
Das altgriechische Wort παρακαλεῖν parakaleîn bedeutet „herbeirufen“, „einladen“; παρακαλεῖσθαι parakaleîsthai (Medium) heißt „trösten“; der Paraklet („παράκλητος“) ist also der „Herbeigerufene“ und der „Tröster“. Im nicht-religiösen Bereich erscheint das Wort als juristischer Terminus technicus in der Bedeutung „vorgeladen“ (adj.) bzw. „Anwalt“ (subst.) oder als „Vermittler, Fürsprecher“.

### Biblischer Befund
Im Johannesevangelium nennt Jesus den Heiligen Geist „den Parakleten“, der von Gott herkommt, den er, Jesus Christus, seinen Jüngern senden wird, um sie zu ermutigen in Schwierigkeiten, um für sie zu sprechen, um sie zum Ziel zu bringen. Ebenso ist es der Heilige Geist, der die Menschen mit Gott verbindet, sie zur Erkenntnis Gottes und des Erlösungswerkes in Jesus Christus, zu reuiger Selbsterkenntnis und zur Hoffnung führt (vgl. Joh 14,16 ; 14,26 ; 15,26 ; 16,7 ).
Im 1. Brief des Johannes wird Jesus Christus selbst als „παράκλητος“ (Paraklet) bezeichnet (2,1 ).

### Übersetzungen
Martin Luther übersetzte den Begriff mit „Tröster“, was zu seiner Zeit noch stärker als heute Ermutigung für Entmutigte bedeutete.
Die auf Ulrich Zwingli und seine Mitarbeiter zurückgehende Zürcher Bibel übersetzt „tröster“ (1531 u. 1534) bzw. „Tröster“ (1755/1756 u. 1868), in einer Revision (2007) „Fürsprecher“.
Die katholische Einheitsübersetzung, die bei der Deutschen Bibelgesellschaft erschienene BasisBibel und die in einigen Freikirchen verwendete Elberfelder Bibel übersetzen „Beistand“. Andere Übersetzungen wie die Neue Genfer Übersetzung sprechen auch von „Helfer“ oder „Stellvertreter“.
Im Zusammenhang des 1. Johannesbriefs wird der Begriff von der Vulgata mit „advocatus“ übersetzt, in den deutschen Übersetzungen erscheint er als „Anwalt“, „Beistand“ oder „Fürsprecher“.

## Außerchristliche Deutungen
Mehrere frühchristliche Sekten oder andere Religionen aus dem jüdisch-christlichen Umfeld wie etwa die Manichäer sahen im Parakleten eine menschliche Figur, meist den jeweiligen Sektengründer.

### Islam
Im Islam wird die biblische Ankündigung des Parakleten als Hinweis auf den Propheten Mohammed gesehen.
Dies stützt sich nicht auf biblische Lesarten, ließe sich aber erklären, wenn man anstatt παράκλητος (paráklētos) das Wort περικλυτός (periklytós = der Hochgepriesene) gelesen hätte, was sich arabisch als Ahmad wiedergeben lässt. Diese Vermutung wurde schon von Ludovico Marracci (1612–1700) aufgestellt. Der Konvertit Muhammad Asad meint sogar explizit, der parakletos des Johannesevangeliums sei eine Entstellung von periklytos, welches wiederum eine genaue Übersetzung des (zu Lebzeiten Jesu in Palästina gebräuchlichen) aramäischen Ausdrucks und Namens Mauhamana sein soll. Demzufolge ließe sich der Periklytos mit den Namen Muhammad und Ahmad, beides Ableitungen des arabischen Verbs hamida („er pries“) bzw. des Nomens hamd („Preis“), passend übersetzen.
Der Koran paraphrasiert in  Sure 61:6 das Johannes-Evangelium (15,23–16,1) jedenfalls wie folgt:

„Als Jesus, Sohn der Maria, sprach: ‚Ihr Kinder Israel, siehe, ich bin von Gott zu Euch entsandt, um zu bestätigen, was vom Gesetz schon vor mir war, und einen Gesandten anzukündigen, der nach mir kommt und dessen Name Ahmad ist.‘“

Noch weiter geht die Prophetenbiographie (Sīra) des Ibn Ishāq (gest. 767):

„Zu den Prophezeiungen, die, wie ich erfahren habe, Jesus, der Sohn Mariens, im Evangelium, das für Christen von Gott zu ihm kam, über den Propheten gemacht hat, gehört das, was der Apostel Johannes nach dem Testament Jesu im Evangelium schrieb, nämlich dass Jesus sprach: ‚[…] Wenn aber Munhamannâ gekommen sein wird, den Gott euch senden wird aus der Gegenwart des Herrn, und der Geist der Wahrheit, der vom Herrn ausgegangen sein wird, dann wird er Zeugnis geben von mir, und auch ihr werdet Zeugnis geben, weil ihr von Anfang an bei mir wart […].‘ Munhamannâ bedeutet auf Syrisch Mohammed, auf Griechisch ist es Paraklit.“

### Religionswissenschaft
René Girard versucht, unter Rückgriff auf die griechische Bedeutung des Wortes Paraklet als eines Verteidigers bzw. Anwalts den Begriff des Heiligen Geistes im Johannesevangelium anthropologisch zu deuten. So sei der Paraklet der Verteidiger der Opfer, deren Unschuld er offenbar mache und damit dem Mechanismus des Sündenbocks der archaischen Religionen ein Ende setze. In dieser Funktion sei er die Gegenpartei Satans, des öffentlichen Anklägers, der die Einmütigkeit der Gemeinschaft gegen das Opfer herstelle. Girard möchte in diesem Sinne den „Erlöser“ des Buches Hiob (19,25 ) als Vorläufer des Parakleten deuten (Ich weiß, dass mir ein ‚Anwalt‘ lebt).